# Yul Brynner
Yul Brynner, geboren als Joeli Borisovitsj Briner (Russisch: Юлий Борисович Бринер) (Vladivostok, 11 juli 1920 - New York, 10 oktober 1985) was een acteur met karakteristiek kaal hoofd van Russische komaf en met het Franse burgerschap die voornamelijk bekend werd door Amerikaanse films en toneelstukken. Zijn bekendste rol is die van de koning van Siam uit The King and I. Ook was Brynner een befaamd fotograaf.

## Biografie
Yul Brynner deed zijn toch al exotische leven nog aantrekkelijker klinken door een aantal verhalen over zijn jeugd in de wereld te brengen. Zo zou zijn geboortenaam Taidje Khan zijn, zou hij van Zwitsers-Japanse afkomst zijn en geboren zijn op het Russische eiland Sachalin. Verder deed hij vrij geheimzinnig over zijn echte geboortedatum. In 1989 kwam er een biografie uit, geschreven door zijn zoon, die enkele van deze verhalen ontkrachtte en het mogelijk werkelijke verhaal naar boven bracht.

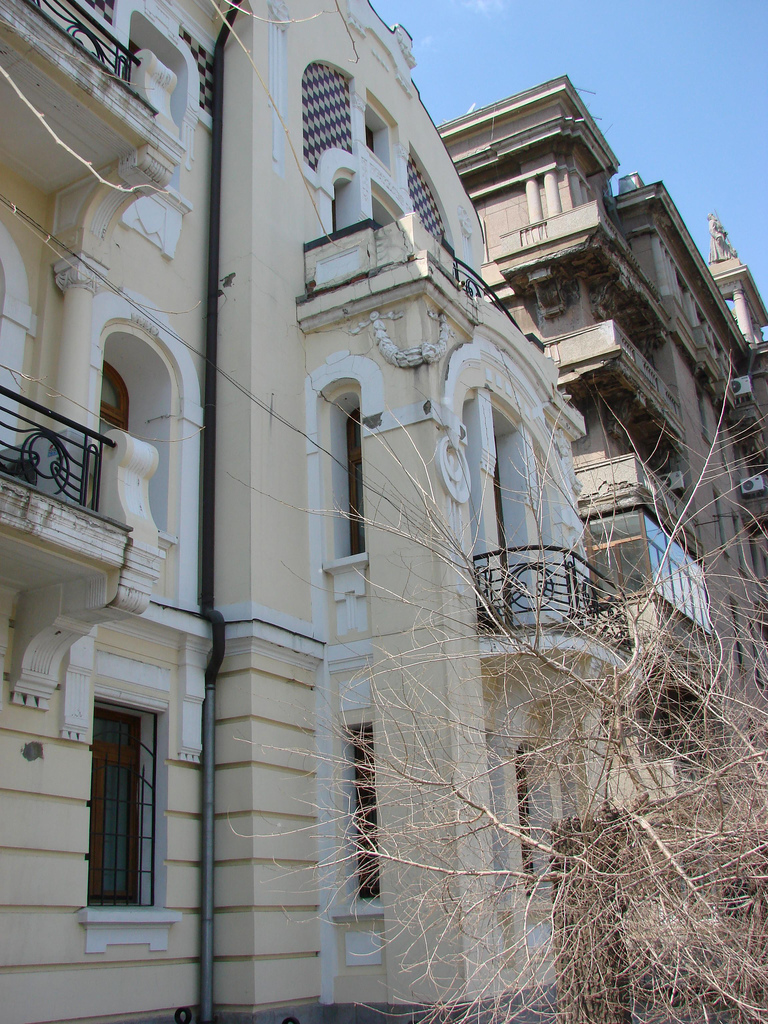
Brynners geboortehuis in Vladivostok

Yul Brynner werd in 1920 geboren in Vladivostok, Rusland. Zijn moeder Maroesja Blagovidova was de dochter van een Russische arts, zijn vader Boris Briner was een Zwitsers-Russisch-Boerjaatse uitvinder en technicus. Hij werd Joel genoemd naar zijn grootvader, Jules Bryner. In zijn jeugd verhuisde hij met zijn moeder en zus naar Harbin, China en in de jaren dertig vertrok de familie naar Parijs.
Daar verwaarloosde hij zijn school en ging hij gitaar spelen bij Russische vluchtelingen. Later werd hij trapeze-artiest en ging hij bij het theater. In 1941 verhuisde hij naar de Verenigde Staten om daar deel uit te maken van het theatergezelschap van Michail Tsjechov. In 1945 kreeg hij een rol in het Broadwaystuk Lute Song tegenover Mary Martin, dat voor korte tijd in 1946 liep. Voor deze rol kreeg hij een aantal prijzen. In 1949 maakte hij zijn filmdebuut in Port of New York.
Met Lute Song in het achterhoofd werd hij gevraagd voor de rol van de koning van Siam in The King and I, de Broadwaymusical van Rodgers en Hammerstein uit 1951. De rol betekende zijn grote doorbraak en bracht hem in de schijnwerpers. In 1956 herhaalde hij de rol weer voor de filmversie, waarvoor hij de Academy Award voor Beste Acteur binnenhaalde. Hij is een van de negen mensen die zowel een Tony Award als een Oscar wonnen voor dezelfde rol. Brynner schoor zich kaal voor de rol en bleef zich daarna kaal scheren, al zette hij later voor sommige rollen een pruik op. Omdat een kaalgeschoren hoofd in die tijd ongewoon was, werd Brynner een iconisch figuur.
Filmregisseur Cecil B. DeMille castte hem in de rol van de Egyptische farao Ramses II in het miljoenenproject The Ten Commandments en datzelfde jaar speelde hij ook in Anastasia aan de zijde van Ingrid Bergman. In 1959 was hij de tegenspeler van Gina Lollobrigida in de epische film Solomon and Sheba, waarin hij koning Salomo vertolkte. In 1960 speelde hij de hoofdrol in The Magnificent Seven, de westernversie van Akira Kurosawa's The Seven Samurai. In 1962 speelde hij Taras Bulba in de gelijknamige film.
In de jaren zeventig keerde hij terug naar de rol die hem beroemd maakte, onder andere in de televisieserie "Anna and the King" uit 1972 en een theatertournee in 1977. Ook was hij te zien in Michael Crichtons Westworld als een op hol geslagen cowboy-robot, in ongeveer dezelfde kledij als in The Magnificent Seven.
In 1985 speelde hij voor de laatste keer de koning van Siam in een tweede tournee. Hij werd toen al geplaagd door longkanker. Twee maanden na het einde van de tournee stierf Brynner aan de ziekte in een ziekenhuis in New York (op dezelfde dag als Orson Welles) op 65-jarige leeftijd.
Voor zijn dood had hij een reclameboodschap opgenomen, waarin hij verklaarde ziek te zijn geworden door roken. Deze reclameboodschap is op zijn verzoek na zijn dood uitgezonden, als een krachtig statement tegen het roken.
Brynner trouwde vier keer, kreeg drie kinderen en adopteerde er twee. 

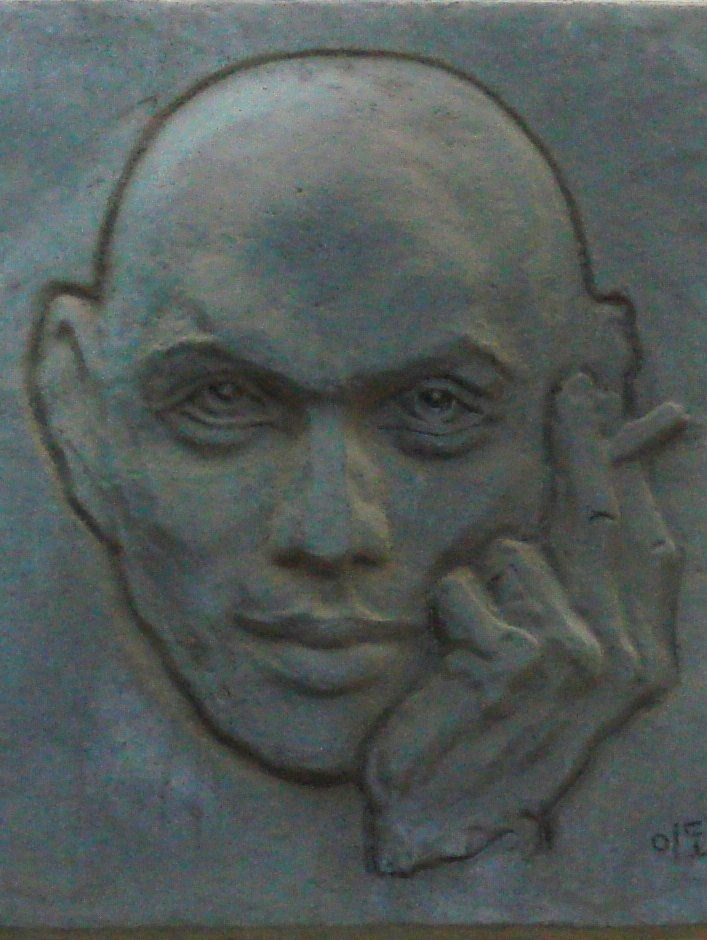
Plaquette aan Brynners geboortehuis

## Filmografie (selectie)
- Port of New York (1949)
- The King and I (1956)
- The Ten Commandments (1956)
- Anastasia (1956)
- The Brothers Karamazov (1958)
- The Buccaneer (1958)
- The Sound and the Fury (1959)
- Solomon and Sheba (1959)
- Le Testament d'Orphee (1960)
- The Magnificent Seven (1960)
- Taras Bulba (1962)
- Kings of the Sun (1963)
- Flight from Ashiya (1964)
- Return of the Magnificent Seven (1966)
- Cast a Giant Shadow (1966)
- The File of the Golden Goose (1969)
- Battle of Neretva (1969)
- Le Serpent (1973)
- Westworld (1973)
- The Ultimate Warrior (1975)
- Futureworld (1976)